# 西佐川站
西佐川站（日语：／ Nishi-sakawa eki */?）是一位於日本高知縣高岡郡佐川町乙、隸屬於四國旅客鐵道（JR四國）的鐵路車站。車站編號為K12。
1892年推出的的日本「鐵道敷設法」，曾經提議興建一條由愛媛縣松山市至高知縣越知町經佐川町的路線。可是此線現時已變為由長途巴士經營。

## 車站構造
車站為單層木建築，曾經經過翻新，站內設有站務室及候車室。無人化後站務室現時處於閉鎖中。站舍可以直接通往3號月台。
現時設有側式月台、島式月台各1個，共提供2面3線的配置。本站的月台編號和其他車站不同，最接近站舍的編號最大，所以島式月台分別為1號及2號月台，而站舍旁的為3號月台。興建本站時，1、2號月台原本打算用作往松山方向，而2、3號月台的路軌間距較大，相信亦是本來預留作舖設通過路軌之用。
島式月台末段近土佐加茂站亦設有候車亭。在另一端則建有步行天橋以連接側式月台至站舍。另外在往土佐加茂站方向，3號月台軌道旁另設有分岔口，可通往側線的保護軌道及前貨運站月台。

### 月台配置
由站舍開始計起：
| 月台 | 路線    | 方向 | 目的地                   | 備註   |
| ---- | ------- | ---- | ------------------------ | ------ |
| 1    | ■土讚線 | 下行 | 須崎、窪川方向           | 副本線 |
| 2    | ■土讚線 | 上行 | （通過）                 | 本線   |
| 2    | ■土讚線 | 下行 | （通過）                 | 本線   |
| 3    | ■土讚線 | 上行 | 伊野、高知、土佐山田方向 | 副本線 |

## 歷史
- 1924年3月30日：隨著高知線開通，開業。
- 1969年10月1日：托運服務取消。
- 1987年4月1日：日本國鐵分割民營化，車站的營運由JR四國繼承。
- 2010年9月1日：降格為無人站，業務委託化。

## 相鄰車站
四國旅客鐵道（JR四國）
■土讚線
土佐加茂（K11）－西佐川（K12）－佐川（K13）